# Artawazd Saakianc
Artawazd Aleksandrowicz Saakianc (ros. Артавазд Александрович Саакянц, orm. Արտավազդ Ալեքսանդրի Սահակյան, ur. w czerwcu 1895 we wsi Gadrut w guberni jelizawietpolskiej, zm. 23 lutego 1939) – radziecki polityk, działacz partyjny.

## Życiorys
Był Ormianinem. Od 1916 do 1918 służył w rosyjskiej armii, we wrześniu 1917 wstąpił do SDPRR(b). Organizował komórki Komunistycznej Partii (bolszewików) Armenii, w 1920 został aresztowany przez armeńskie władze i wkrótce uwolniony. Był członkiem powiatowego komitetu rewolucyjnego w mieście Kariagino (obecnie Füzuli) i Górsko-Karabachsko-zangezurskiego obwodowego komitetu rewolucyjnego, następnie członkiem kolegium obwodowego Górsko-Karabachsko-zangezurskiej Czeki. W 1921 został członkiem Prezydium Najwyższej Rady Gospodarki Narodowej Armeńskiej SRR, potem był nadzwyczajnym pełnomocnikiem Rady Komisarzy Ludowych Armeńskiej SRR, przewodniczącym Najwyższej Rady Gospodarki Narodowej Armeńskiej SRR w Iwanowo-Wozniesieńsku oraz szefem budowy fabryki tekstylnej w Aleksandropolu i kierownikiem Wydziału Organizacyjnego Komitetu Obwodowego Komunistycznej Partii (bolszewików) Azerbejdżanu Autonomicznego Obwodu Górskiego Karabachu. W latach 1923–1924 studiował na Komunistycznym Uniwersytecie im. Swierdłowa, od października 1924 do sierpnia 1929 był sekretarzem odpowiedzialnym Komitetu Obwodowego Komunistycznej Partii (bolszewików) Azerbejdżanu Autonomicznego Obwodu Górskiego Karabachu, potem sekretarzem odpowiedzialnym astrachan-bazarskiego komitetu rejonowego KP(b)A i kierownikiem Wydziału Agitacji Masowej KC KP(b)A i następnie Wydziału Agitacji Masowej Kazachskiego Komitetu Krajowego WKP(b). W latach 1931–1931 studiował w Instytucie Czerwonej Profesury w Baku, a 1931-1933 w Agrarnym Instytucie Czerwonej Profesury, od 1934 do sierpnia 1936 był II sekretarzem Komitetu Obwodowego WKP(b) w Aktiubińsku, a od sierpnia 1936 do lutego 1937 I sekretarzem Biura Organizacyjnego Kazachskiego Krajowego Komitetu WKP(b) na obwód kustanajski. Od lutego do kwietnia 1937 był I sekretarzem Komitetu Obwodowego WKP(b) w Kustanaju, od kwietnia do września 1937 kierownikiem Wydziału Rolnego Azowsko-Czarnomorskiego Komitetu Krajowego WKP(b), potem szefem Krasnodarskiego Krajowego Zarządu Rolnego, następnie do 1938 ludowym komisarzem rolnictwa Armeńskiej SRR.
2 września 1938 został aresztowany podczas wielkiego terroru, 22 lutego 1939 skazany na śmierć przez Wojskowe Kolegium Sądu Najwyższego ZSRR pod zarzutem udziału w kontrrewolucyjnej organizacji terrorystycznej i następnego dnia rozstrzelany. Jego prochy złożono na Cmentarzu Dońskim. 8 grudnia 1956 został pośmiertnie zrehabilitowany.